# 南乔丹 (犹他州)
南乔丹（英文：South Jordan），是美国犹他州盐湖县境内的一座城市。建市于 1859年，面积大约为22.13平方英里（57.3平方公里），海拔约为4,439英尺（1,353米）。根据2010年美国人口普查，该市有人口50,418人。